# Hernán Picó i Ribera
Hernán Picó i Ribera (Barcelona, 1911 - Barcelona,1994) fue un pintor, dibujante y cartelista catalán.

## Biografía
Hijo de una familia humilde, tuvo que trabajar desde muy joven, primero de botones en una sastrería y, más tarde, cuando tuvo la edad, de aprendiz de pintor de paredes. Se matrícula, a los 14 años en la Escuela de Belles Arts de Barcelona, donde conoció e hizo amistad con Antoni Clavé Sanmartí, con su primo Josep Clavé, Ramón Martí y Josep Subirats, con algunos de los cuales siguió posteriormente en contacto a nivel profesional.
Se incorpora a la Llotja (Escuela de Artes y Oficios Artísticos y Bellas Artes) de Barcelona, en la que impartía clases del natural  el profesor Felix Mestres i Borrell, quien después sería director del centro y lo marcaría artísticamente, dejando una huella profunda en su obra. Continuó su aprendizaje de colorido y procedimientos pictóricos con los maestros Borrás Abella y Ramón Calsina Baró, teniendo como condiscípulos a Mallol i Suazo y Modest Rodríguez i Cruells. Continua los estudios en el prestigioso “Cercle Artistic de Sant Lluc” también de Barcelona, incorporándose al mundo cartelístico del cine al que ya se dedicaban entre otras muchas personalidades artísticas Antoni Clavé, Angel Gimeno y otros.
Hasta el inicio de la guerra civil española su actividad artística se centra en el dibujo, la pintura, decoración ornamental, diseño publicitario y otras actividades creativas. Enviado al frente, la guerra Civil española corta sus proyectos, hasta que después de pasar por el campo de internamiento de Argelès-sur-Mer (Francia) y terminada la contienda, en 1941, funda junto con sus amigos y también pintores Ramón Martí y Josep Clavé la empresa MCP (siglas de sus apellidos) dedicada al mundo de la publicidad cinematográfica, actividad que simultanea con su pasión artística, pintando tanto oleos como acuarelas de paisajes urbanos y rurales de Barcelona y su entorno, naturalezas muertas y lo que le era más próximo: su familia (retratos de su mujer Conchita y sus hijas Marta y Clara) abarcando incluso el autorretrato. 
Con los mismos tres amigos, en 1945, funda Esquema que fue creadora de los vestíbulos de los cines Fantasio, Tívoli, Windsor y Alexandra de la Ciudad Condal, con decoraciones no igualadas en toda Europa de las que se hacen eco las revistas especializadas internacionales más prestigiosas comenzando, a su vez, una intensa actividad expositora de su obra que inicia en 1945 con su primera exposición individual en la Sala Busquets de la Ciudad Condal y en 1949 en la Sala Argos del Paseo de Gracia de Barcelona con 26 obras entre figuras, bodegones, flores y paisajes. El Museo Textil de Tarrassa en 1984 le dedica una antológica de su obra con 80 cuadros y 2 meses de duración, efectuando su última exposición en Bagur (Gerona) con 19 cuadros y 24 dibujos).
De su faceta docente destaca también, en el periodo que transcurre desde 1970 y 1975, la de profesor de la Escuela Massana centro municipal de Arte y Diseño (artes visuales, artes aplicadas, y diseño) que la ciudad de Barcelona tiene situada en el edificio del antiguo Hospital de la Santa Cruz.
Sus pinturas se encuentran repartidas por toda España, formando parte de museos y de colecciones particulares en México (33 obras), Alemania, Suiza Francia, Bélgica, Rusia, Estados Unidos entre otros muchos países.

## Obra
Tallista de la forma, con una concepción casi escultórica del paisaje, Hernán Picó trabaja la materia a punta de pincel, convirtiéndolo en cincel o finísima gubia, saboreando con el tacto el toque, construyendo campos, árboles, casas y cielos con este puesto contenido que lo afina insertándolo una áspera y peculiar ternura. A veces se duda y no se sabe si lo que Hernán Pico talla es la forma o el color, ese color que la luz dramatiza convirtiéndolo en duras y, al mismo tiempo, tiernos cicatrices de paisaje en el que la tierra canta su drama luminoso y su poesía seca, voz telúrica de eternidades muy humanas -si el eterno es futurible humano- en el que el hombre está tanto en la inspiración como en la huella y en la presencia como en la ausencia. Es decir, en el tensado vivo de su esfuerzo y su alegría de vivir.

Su característica es el grueso de sus pinceladas, que da una fuerza extraordinaria a su pintura. A diferencia de otros pintores catalanes. algunos muy importantes, que también se han distinguido por el uso de sus gruesos de pintura, Picó utiliza la materia de una forma muy trabajada, creando líneas de relieve, no grumos o amplias superficies como los demás. Coadyuva al original y enérgico realismo resultante la fuerza del color y todo en conjunto ayuda a que la materia no sea dura por mimetismo del natural sino por creación pictórica, ordenada por el dibujo y conseguida por el pincel y la espátula (Cataluña Expréss 6 del 11 de 1979).
Un artista lleno de vitalidad y fuerza expresiva en la que demuestra palpablemente la transición histórica del fauvismo al expresionismo, realizado con pleno conocimiento de los estilos y las técnicas, pero con una personalidad avasalladora. Su pintura conserva un vigor y una frescura sorprendentes, quizá porque es ahora cuando su pasión por ella se ha renovado, después de haber quedado atrás su prolongada actividad profesional en el entorno de la pintura aplicada, campo en el que sobresalió tanto como cartelista como por sus creaciones de publicidad cinematográfica junto a Ramon Martí y Josep Clavébajo las siglas MCP. Sus vestíbulos del Fantasio, del Windsor o del Alexandra de Barcelona marcaron una época. El tema esencial de la pintura de Hernan Picó es el paisaje y, especialmente, el de los alrededores de Riells del Fai, al que tan ligado se siente. Lo plasma con pinceladas vigorosas y densas, ricas de color, recreándose en los árboles, las nubes y todos aquellos elementos que deben contribuir a dar una visión viva y dinámica. Sin embargo prefiere los motivos austeros y así sus paisajes reflejan la aspereza de la tierra, al igual que sus bodegones se centran en los cardos, las palmas o las flores silvestres. Cuando plasma estos sencillos elementos con formas monumentales -como en Cardot (1983) - consigue unos estimables efectos decorativos (La Vanguardia sábado 4 de febrero de 1989).
El cartel de ferias y fiestas, nacido en el último cuarto del siglo XIX, presentaba inicialmente un desequilibrio peculiar entre la imagen y un texto larguísimo que incorporaba todo el programa de actividades. Entrado el siglo XX encontramos una progresiva simplificación, pero también una vulgarización de los recursos, frecuentemente reducidos a simples tópicos. Estos carteles impresos a cuatro tintas, representando una procesión religiosa, con un punto de vista muy bajo y en otra escala, las palmas del martirio de los santos patrones de la ciudad de Mataró rodeadas de una orla con el nombre popular de la fiesta. La explosión de un fuego de artificio une los dos planos conceptuales, el descriptivo y el simbólico. El cartelista Hernán Picó Ribera, hace la parte más destacada de su carrera en asociación con dos colegas, Ramón Martí y José Clavé Basarte con los que forma el equipo MCP activo durante cuatro décadas, hasta los años 80. En su producción abunda el cartel de cine en colaboración con Ramón Casas  y Miguel Utrillo por ejemplo, y la constitución de un grupo estable, con una imagen de marca potente y identificativa, era una iniciativa nueva en España y poco usual a escala internacional. Alternando por igual la creación gráfica publicitaria y cinematográfica. Una de sus especialidades fueron los murales con destino a las fachadas de los cines. Sus trabajos abarcan un período que va desde 1940 hasta 1980. MCP aportó al cartel de cine valores como la objetividad y la elegancia compositiva, de gran influencia en posteriores creadores. Sus primeros trabajos tuvieron como protagonistas a las producciones de Warner Bros, a las que pronto se unirían las de Columbia y MGM.

## Exposiciones individuales
- Sala Busquets. Barcelona (1945)

- Sala Argós, Barcelona y Ateneo Barcelonés “Barcelona antiguo” (1949)

- Real Círculo Artístico, Barcelona (1954)

- Galerías Laietanes (1957)

- Galerías Laietanes, Barcelona (1967)

- Sala Barcino, Barcelona (1967)

- Galería Grifé & Escoda, Barcelona (1979).[6]

- Sala de exposiciones de Caixa de Barcelona. Sant Sadurni d´Anoia (1982)

- Espacio B.M. Granollers, Barcelona (1983)

- Sala Llorens, Barcelona (1984)

- Museo Textil de Terrassa, Barcelona (1984)

- Galería Soler,Tarrassa. Barcelona (1985)

- AB Galería D´Art. Granollers. Barcelona (1987)

- Art Petritxol, Barcelona  (1989)

- Galería d´Art La Barca de Begur, Girona (1992)

## Participaciones
- Expo Art 76, Creación del grupo Diagonal, Barcelona

- Salón de mayo

- Salón de octubre

- Salón Sant Jordi

- Salón de primavera de la Unió Excursionista de Catalunya-Sants

- Ilustración de la portada para “Canço de Nadal”, música de Elisard Sala y poesía de Pere Benavent. (Editada por Aymá, Editors, Patrocinada por la Unió Excursionista de Catalunya)